# Línea SE740 (EMT Madrid)
El Servicio Especial (S.E.) codificado como SE740 de la EMT de Madrid fue una línea que conectaba las estaciones de Oporto y Aluche durante las obras de reparación de la línea 5 de Metro de Madrid entre el 26 de febrero y el 12 de marzo de 2022.

## Características
Esta línea cubría parte del recorrido de la línea 5 de metro, cerrada de urgencia por deficiencias en la plataforma de vía. Era gratuita para los usuarios, pues se trataba de un servicio especial consensuado entre ambos operadores de transporte.
En su recorrido hacía una parada en las inmediaciones de cada estación. En Aluche tenía una parada de descenso y otra de recogida de viajeros.

### Frecuencias
| de lunes a viernes laborables |          |
| de 6:00 a 7:00                | 3-5 min  |
| de 7:00 a 23:00               | 2-4 min  |
| de 23:00 a 2:00               | 3-10     |
| sábados, domingos y festivos  |          |
| de 6:00 a 7:00                | 5-7 min  |
| de 7:00 a 22:00               | 3-5 min  |
| de 22:00 a 2:00               | 3-11 min |

## Recorrido y paradas

### Sentido Aluche
Saliendo de la cabecera de Oporto en la calle Oca, la línea giraba a la derecha por la calle General Ricardos. Tras hacer la parada de Vista Alegre, giraba a la derecha por el Paseo de Marcelino Camacho y al llegar a la Glorieta del Ejército tomaba el Camino de los Ingenieros. Ahí hacía las paradas correspondientes a Carabanchel y Eugenia de Montijo, para después seguir por Nuestra Señora de la Luz y Ocaña hasta llegar al intercambiador de Aluche. Ahí hacía una parada de solo descenso para luego dar la vuelta a la plaza y establecer su cabecera donde la parada de paso de la línea 31.
| Estación sustituida | Código | Parada                                         | Común con     | Conexiones con Metro | Otros |
| ------------------- | ------ | ---------------------------------------------- | ------------- | -------------------- | ----- |
| Oporto              | 50003  | OCA-GENERAL RICARDOS                           | 481 486       | Oporto               |       |
| Vista Alegre        | 341    | Plaza Vista Alegre                             | 34 35         |                      |       |
| Carabanchel         | 5126   | Camino de los Ingenieros-Glorieta del Ejército |               |                      |       |
| Eugenia de Montijo  | 4882   | Eugenia de Montijo                             |               |                      |       |
| Aluche              | 2277   | Aluche (descenso)                              | 31 N26        | Aluche               |       |
| Aluche              | 5064   | ALUCHE                                         | 17 31 N25 N26 | Aluche               |       |

### Sentido Oporto
Tras dejar la cabecera del intercambiador de Aluche, la línea tomaba las calles Ocaña y Nuestra Señora de la Luz hasta llegar a su primera parada, Eugenia de Montijo. Más adelante, giraba a la izquierda por la avenida Nuestra Señora de Fátima. Al final de esta, tomaba brevemente el paseo Marcelino Camacho, donde hacía la parada de Carabanchel, y luego tomaba la calle de la Oca. En esta calle hacía la parada de Vista Alegre y, llegando a la glorieta del Valle de Oro, la cabecera de Oporto.
| Estación sustituida | Código | Parada                       | Común con     | Conexiones con Metro | Otros |
| ------------------- | ------ | ---------------------------- | ------------- | -------------------- | ----- |
| Aluche              | 5064   | ALUCHE                       | 17 31 N25 N26 | Aluche               |       |
| Eugenia de Montijo  | 4706   | Metro Eugenia de Montijo     | 17            |                      |       |
| Carabanchel         | 590    | Carabanchel-Hospital Militar | 17 35         |                      |       |
| Vista Alegre        | 3716   | Vista Alegre                 | 481 486 N26   |                      |       |
| Oporto              | 50003  | OCA-GENERAL RICARDOS         | 481 486       | Oporto               |       |